# Гревен, Жак
Жак Греве́н (фр. Jacques Grévin; ок. 1539—1570) — французский драматург и врач.

## Биография
Родился в Клермоне, изучал медицину в университете Парижа. Стал учеником Ронсара и входил в состав группы драматургов, стремившихся ввести классическую драму во Франции. Как указывал Шарль Огюстен Сент-Бёв, комедии Гревена имеют значительное сходство с предшествовавшими им фарсами и соти (сатирическими пьесами XV—XVI веков).
Его первая пьеса, «La Maubertine» была утеряна, но стала основой для новой комедии, «La Trésorière», впервые представленной в коллеже Бове в 1558 году, хотя изначально была написана по пожеланию Генриха II, чтобы отпраздновать брак его дочери Клод, герцогини Лотарингии.
В 1560 году появилась его трагедия «Юлий Цезарь», латинское подражание Мюре, и комедия «Les Ébahis», считающаяся важнейшей его работой, хотя и признанной современниками аморальной.
Гревен был также автором нескольких работ по медицине (в том числе двух трудов о ядах; с 1560 года являлся доктором медицины Парижского университета) и разных стихов, которые высоко ценил Ронсар, пока друзья не разошлись из-за различных религиозных убеждений. В 1561 году стал врачом и консультантом Маргариты Савойской, скончался при её дворе в Турине.